# Stary cmentarz żydowski w Piotrkowie Kujawskim
Stary cmentarz żydowski w Piotrkowie Kujawskim – kirkut w Piotrkowie Kujawskim powstały w XVIII wieku. Mieścił się przy dzisiejszej ulicy Słonecznej. Obecnie na jego terenie mieszczą się garaże dla samochodów lokatorów bloku mieszkalnego. Brak jakichkolwiek śladów po istniejącej w tym miejscu nekropolii.